# 新立乡 (双辽市)
新立乡，是中华人民共和国吉林省四平市双辽市下辖的一个乡镇级行政单位。

## 行政区划
新立乡下辖以下地区：
荷花村、刘家村、新立村、新胜村、孙家村、马家村、长泡村、双龙村、丰产村、丰收村、山丁村和公平村。